# Gentleman (bài hát của PSY)
"Gentleman" (tạm dịch: "Quý ông") là đĩa đơn thể loại K-pop thứ 19 của nam ca nhạc sĩ Hàn Quốc PSY phát hành vào ngày 12 tháng 4 năm 2013 (KST). Đây là phần tiếp nối của bản hit quốc tế "Gangnam Style", tính đến hiện tại "Gangnam Style" đã đạt hơn 2.3 tỉ lượt xem trên Youtube. Bài hát được trình diễn cho công chúng lần đầu, với phần vũ đạo đặc trưng, tại Seoul World Cup Stadium ở Seoul vào ngày 13 tháng 4 lúc 6:30 chiều. Một áp phích và tin nhắn Twitter được phát hành tiết lộ một câu trong lời bài hát "I'm a mother fxxxxx gentleman", từ fxxxxx về sau tiết lộ là "father".
Bài hát có nhiều tiếng Anh hơn "Gangnam Style". The Huffington Post phân loại bài hát là electro-pop, trong khi báo Time mô tả nó là K-pop.
Tính đến  ngày 22 tháng 4 năm 2013, video ca nhạc này đã đạt hơn 202 triệu lượt xem trên YouTube và lập kỷ lục cho video clip có lượt xem nhiều nhất trong 24 giờ đầu tiên ra mắt, số lượt xem trong 1 giờ cao nhất, đạt 100 triệu và 200 triệu lượt xem nhanh nhất.. Bài hát lọt tốp của các bảng xếp hạng iTunes ở 40 nước và đạt hạng nhất tại hai bảng xếp hạng ở Hàn Quốc.

## Video ca nhạc
Video ca nhạc "Gentleman" được đăng lên YouTube vào thứ bảy ngày 13/4/2013. Nội dung video ca nhạc nhằm phê phán những kẻ "tốt nước sơn hơn tốt gỗ". PSY đóng vai một người đàn ông tuy ăn mặc bảnh bao, xài đồ hiệu đắt tiền nhưng anh ta luôn cư xử khiếm nhã, vô học với mọi người như: phá hoại của công, bắt người khác ngửi mùi đánh rắm của mình, hất phụ nữ té bằng nhiều cách, ngăn không cho người đang đau bụng đi vệ sinh, lột bikini phụ nữ, làm trò điên trên phố, phá trận bóng của trẻ em,...
Một điệu nhảy gắn liền với bài hát giới thiệu trong video được bắt nguồn từ điệu nhảy trong bài hát "Abracadabra" của nhóm nhạc Hàn Quốc Brown Eyed Girls. Thành viên Ga-In của nhóm nhạc này cũng tham gia video ca nhạc này. PSY cho biết đã trả tiền tác quyền cho biên đạo của 'Brown Eyed Girls'.

### Phát hành
Video ca nhạc "Gentleman" được đăng lên YouTube vào thứ bảy ngày 13/4/2013. Bài hát được phát hành vào nửa đêm ngày 12 tháng 4 trên từng múi giờ. Nhiều người tìm cách truy cập bài hát qua mạng từ sớm bị chặn bởi công ty thu âm của PSY, tuy nhiên tạp chí Time báo cáo là vẫn có đối tượng tiếp cận được với bài hát trước giờ. PSY khi được hỏi vì sao phát hành bài hát sớm một ngày so với buổi hòa nhạc "Happening", anh trả lời qua Twitter rằng "cause We Gotta Sing Along" (chúng tôi sẽ hát cùng nhau).
Ngày 18/4, video Gentleman bị Đài truyền hình nhà nước của Hàn Quốc, hệ thống phát thanh truyền hình Hàn Quốc (KBS) cấm chiếu do có cảnh PSY "phá hoại tài sản công cộng" khi anh "sút" một nón giao thông đề chữ "cấm đậu xe".

## Nhận xét và tiếp nhận
Phản ứng ban đầu của giới phê bình có nhiều ý kiến trái chiều khi các nhà phê bình thừa nhận giai điệu hấp dẫn của "Gentleman" nhưng cũng hết sức hoài nghi về việc liệu nó sẽ vượt qua sự phổ biến của "Gangnam Style".
Phiên bản chỉ có tiếng của bài hát đạt hơn 1.2 triệu lượt xem trên YouTube trước khi được trình diễn trực tiếp tại buổi hòa nhạc.. Video ca nhạc "Gentleman" đạt 38,4 triệu lượt xem trên YouTube trong vòng 24 giờ phát hành; phá vỡ kỷ lục người xem trong ngày trước đó của Justin Bieber cho clip Beauty and a Beat" với 10,6 triệu lượt xem. Video ca nhạc đạt 38.4 triệu lượt xem vào ngày 14/4, phá vỡ kỷ lục trước đó cho số lượt xem trong ngày của "KONY 2012" — một phim tài liệu về một lãnh chúa Uganda thực hiện bởi nhóm từ thiện Invisible Children.
Gentleman đạt 100 triệu lượt xem vào ngày 17 tháng 4, chỉ bốn ngày sau khi phát hành. Nó trở thành video âm nhạc đạt 100 triệu lượt xem nhanh nhất, đánh bại "Bad Romance" của Lady Gaga, và hòa với video Russian Meteor trên cương vị là video tổng hợp đạt 100 triệu lượt xem nhanh nhất.

## Danh sách track
| Digital download | Digital download | Digital download   | Digital download |
| STT              | Nhan đề          | Sáng tác           | Thời lượng       |
| ---------------- | ---------------- | ------------------ | ---------------- |
| 1.               | "Gentleman"      | Psy, Yoo Gun-hyung | 3:14             |

## Xếp hạng và chứng nhận

### Xếp hạng hàng tuần
| BXH (2013)                            | Vị trí cao nhất |
| ------------------------------------- | --------------- |
| Úc (ARIA)                             | 15              |
| Bỉ (Ultratop 50 Flanders)             | 20              |
| Bỉ (Ultratop 50 Wallonia)             | 11              |
| Canada (Canadian Hot 100)             | 58              |
| Đan Mạch (Tracklisten)                | 21              |
| Pháp (SNEP)                           | 32              |
| Đức (GfK)                             | 13              |
| Ireland (IRMA)                        | 13              |
| Israel (Media Forest)                 | 9               |
| Hà Lan (Single Top 100)               | 8               |
| New Zealand (Recorded Music NZ)       | 10              |
| Scotland (OCC)                        | 8               |
| Tây Ban Nha (PROMUSICAE)              | 44              |
| South Korea (Gaon Digital Singles)    | 1               |
| South Korea (Billboard K-Pop Hot 100) | 1               |
| Thụy Điển (Sverigetopplistan)         | 52              |
| Anh Quốc (OCC)                        | 10              |
| Hoa Kỳ Billboard Hot 100              | 5               |
| Hoa Kỳ Hot Rap Songs (Billboard)      | 5               |